# Sulejów (gromada w powiecie wołomińskim)
Sulejów – dawna gromada, czyli najmniejsza jednostka podziału terytorialnego Polskiej Rzeczypospolitej Ludowej w latach 1954–1972.
Gromady, z gromadzkimi radami narodowymi (GRN) jako organami władzy najniższego stopnia na wsi, funkcjonowały od reformy reorganizującej administrację wiejską przeprowadzonej jesienią 1954 do momentu ich zniesienia z dniem 1 stycznia 1973, tym samym wypierając organizację gminną w latach 1954–1972.
Gromadę Sulejów z siedzibą GRN w Sulejowie utworzono – jako jedną z 8759 gromad na obszarze Polski – w powiecie wołomińskim w woj. warszawskim, na mocy uchwały nr VI/10/23/54 WRN w Warszawie z dnia 5 października 1954. W skład jednostki weszły obszary dotychczasowych gromad Nowinki i Sulejów ze zniesionej gminy Jadów, obszar dotychczasowej gromady Wólka Sulejowska ze zniesionej gminy Tłuszcz, obszar dotychczasowej gromady Wujówka ze zniesionej gminy Strachówka oraz obszary dotychczasowych gromad Białki, Grabszczyzna i Krawcowizna ze zniesionej gminy Międzyleś w tymże powiecie. Dla gromady ustalono 27 członków gromadzkiej rady narodowej.
1 stycznia 1958 z gromady Sulejów wyłączono wieś Oble włączając ją do gromady Jadów w tymże powiecie.
Gromada przetrwała do końca 1972 roku, czyli do kolejnej reformy gminnej.